# Si bémol mineur

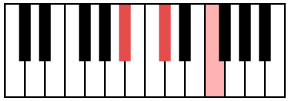
L'accord parfait de si bémol mineur se compose des notes suivantes : si♭, ré♭, fa.

La tonalité de si bémol mineur se développe en partant de la note tonique si bémol. Elle est appelée B flat minor en anglais et b-Moll dans l'Europe centrale.
L'armure coïncide avec celle de la tonalité relative ré bémol majeur.

## Modes

### mineur naturel
L’échelle de si bémol mineur naturel est : si♭, do, ré♭, mi♭, fa, sol♭, la♭, si♭.
- tonique : si♭
- médiante : ré♭
- dominante : fa
- sensible : la♭

Altérations : si♭, mi♭, la♭, ré♭, sol♭.

### mineur harmonique
L’échelle de si bémol mineur harmonique est : si♭, do, ré♭, mi♭, fa, sol♭, la♮, si♭.
- tonique : si♭
- médiante : ré♭
- dominante : fa
- sensible : la♮

Altérations :  si♭, mi♭, la♭, ré♭, sol♭ et la♮ (accidentel).

### mineur mélodique
L’échelle de si bémol mineur mélodique est :
- gamme ascendante : si♭, do, ré♭, mi♭, fa, sol♮, la♮, si♭.
- gamme descendante : si♭, la♭, sol♭, fa, mi♭, ré♭, do, si♭.

## Compositions célèbres en si bémol mineur
- Samuel Barber : Adagio pour cordes (1938)
- Frédéric Chopin :
  - Nocturne opus 9 no 1 (1830-1832)
  - Sonate pour piano no 2, dite « Marche funèbre » (1839)
- Dmitri Chostakovitch
  - Symphonie no 13, dite Babi Yar (1962)
  - Quatuor à cordes no 13 (1970)
- Sergueï Rachmaninov : Sonate pour piano no 2 (1913)
- Piotr Ilitch Tchaïkovski :
  - Concerto pour piano no 1 (1875)
  - Sérénade mélancolique (1875)
  - Marche slave (1876)
- William Walton : Symphonie no 1 (1934)
- In Flames : A Dialogue in B Flat Minor, sur l'album Foregone (2023)[réf. nécessaire]